# ビニー・パジェンサ
ビニー・パジェンサ（Vinny Pazienza 、1962年12月16日 - ）は、アメリカ合衆国の男性プロボクサー。ロードアイランド州クランストン出身。元IBF世界ライト級王者。元WBA世界スーパーウェルター級王者。世界2階級制覇王者。2016年のアメリカ映画『ビニー/信じる男』（原題『Bleed for This』）は瀕死の重傷から世界チャンピオン復帰を目指したビニーの実話に基づいており、日本でも2017年夏に公開された。

## 来歴
1983年5月26日、パジェンサはプロデビューを果たし4回TKO勝ちで白星でデビューを飾った。
その後は数々の世界戦の前座の経験を積んだのを経て1987年6月7日、世界初挑戦。IBF世界ライト級王者グレグ・ホーゲンと対戦し15回3-0(3者とも144-141)の判定勝ちで王座獲得に成功した。
1988年2月6日、前王者グレグ・ホーゲンとリマッチを行い15回0-3(138-147、140-145、138-147)の判定負けで初防衛に失敗し王座から陥落した。
1988年11月7日、シーザーズ・パレス内アウトドア・アリーナでWBC世界スーパーライト級王者ロジャー・メイウェザーと対戦し12回0-3(108-118、2者が110-117)の判定負けで2階級制覇に失敗した。
1990年2月3日、アトランティックシティにあるコンベンション・センターでWBO世界スーパーライト級王者ヘクター・カマチョと対戦し12回0-3(116-117、112-115、109-119)の判定負けでまたしても2階級制覇に失敗した。
1990年12月1日、カリフォルニア州サクラメントのアルコ・アリーナでWBA世界スーパーライト級王者ロレト・ガルサと対戦し11回2分59秒失格負けでまたも2階級制覇に失敗した。
1991年7月2日、シビックセンターでUSBA全米スーパーウェルター級王者ロブ・アムンデンセンと対戦し12回3-0の判定勝ちで王座獲得に成功した。
1991年10月1日、30戦無敗のWBA世界スーパーウェルター級王者ジルベール・デュレと対戦し最終12回2分10秒TKO勝ちで念願の2階級制覇を達成した。
1991年11月12日、正面衝突の交通事故を起こし、首を骨折するなどの瀕死の重傷を負う。
1992年、WBA世界スーパーウェルター級王者を剥奪された。
1993年12月28日、リッツ・カールトンでIBO世界スーパーミドル級王者ダン・シェリーと対戦し11回KO勝ちで王座獲得に成功した。
1994年6月25日、MGMグランド内MGMグランド・ガーデン・アリーナでIBC世界スーパーミドル級王者で元世界4階級制覇王者ロベルト・デュランと対戦し12回3-0の判定勝ちで王座獲得に成功した。
1995年1月14日、ロベルト・デュランとリマッチを行い12回3-0の判定勝ちで初防衛に成功した。
1995年6月24日、IBF世界スーパーミドル級王者ロイ・ジョーンズ・ジュニアと対戦し6回2分58秒TKO負けで3階級制覇に失敗した。
1996年8月23日、バリーズ・アトランティックシティでWBU世界スーパーミドル級王者ダーナ・ロッセンバラットと対戦し4回2分13秒TKO勝ちで王座獲得に成功した。
1997年12月6日、ロンドンウェンブリー・アリーナでWBCインターナショナルスーパーミドル級王者ヘロル・グラハムと対戦し12回0-3の判定負けで王座獲得に失敗した。
1999年11月5日、フォックスウッズ・リゾート・カジノでIBO世界スーパーミドル級王者ダーナ・ロッセンバラットと再戦し12回1-2の判定負けで王座獲得に失敗した。
2002年3月1日、フォックスウッズ・リゾート・カジノでWBC世界スーパーミドル級王者エリック・ルーカスと対戦し12回0-3(112-117 、111-117、110-119)の判定負けでまたしても3階級制覇に失敗した。
2004年3月27日、2年振りの復帰戦をトッカー・プドウィルと対戦し10回3-0の判定勝ちで再起を果たしたのを最後に現役を引退した。

## 獲得タイトル
- IBF世界ライト級王座(防衛0度)
- USBA全米スーパーウェルター級王座
- WBA世界スーパーウェルター級王座(防衛0度=剥奪)
- IBO世界スーパーミドル級
- IBC世界スーパーミドル級王座
- WBU世界スーパーミドル級王座